# Хворосна
Хворо́сна — село в Україні, у Новоушицькій селищній територіальній громаді Кам'янець-Подільського району Хмельницької області.

## Символіка

### Герб
Щит розділяє навпіл золота мурована глава на зеленому фоні означає розташування села на карті, серед поля. У верхній частині щита, в квадраті лазурового фону зображена восьмикутна зірка зі сірими та золотими променями. Це символ Богородиці, що символізує дві громади села. 

### Прапор
Прямокутне полотнище зеленого кольору. По середині у верхній частині зображена восьмикутна зірка зі сірими та золотими променями. Це символ Богородиці, що символізує дві громади села. Поділяє прапор навпіл золота мурована глава на зеленому фоні означає розташування села на карті, серед поля.

## Історія
Село Хворосна ймовірно засноване старообрядцями-пилипонами.
З 24 серпня 1991 року село в складі незалежної України.
До адміністративної реформи 19 липня 2020 року село належало до Новоушицького району, після його ліквідації село увійшло до складу Кам'янець-Подільського району.

## Населення
Населення становило 29 осіб на 2015 рік.

### Мова
Розподіл населення за рідною мовою за даними перепису 2001 року:
| Мова       | Відсоток |
| ---------- | -------- |
| російська  | 64,71%   |
| українська | 35,29%   |